# موج گرمایی شمال غرب آمریکای شمالی (۲۰۲۱)
موج گرمایی شمال غرب آمریکا (انگلیسی: 2021 Western North America heat wave) یک موج گرما است که در ژوئن و ژوئیه ۲۰۲۱ شمال غربی آمریکای شمالی و کانادای غربی را تحت تأثیر قرار داده است. به‌خصوص نوادا، کالیفرنیای شمالی، اورگن، واشنگتن و آیداهو در ایالات متحده آمریکا  و بریتیش کلمبیا، آلبرتا، ساسکاچوان، یوکان و قلمروهای شمال غرب در کانادا از این موج گرما متأثر شده اند. به طوری که رکورد ثبت دما در مناطقی از کانادا شکسته شد و در لیتن، بریتیش کلمبیا در ۲۹ ژوئن به ۴۹٫۶ °C رسید. شدت گرما باعث مرگ افراد در اثر گرمازدگی شد به طوری که ۳۲۱ مورد بیشتر از حد متعارف در بریتیش کلمبیا گزارش شده است که احتمالا اغلب ناشی از گرما بوده است. در اورگن آمریکا هم دست کم ۶۳ تن در اثر گرمازدگی درگذشته اند. 

## رکورد دما

### کانادا
در ۲۹ ژوئن دما در لایتون بریتیش کلمبیا به  ۴۹.۵ درجه سانتیگراد (۱۲۱ درجه فارنهایت) ثبت شد.